# Hypsopanchax jubbi
Hypsopanchax jubbi es una especie de peces de la familia de los pecílidos en el orden de los ciprinodontiformes.

## Morfología
Los machos pueden alcanzar los 5 cm de longitud total.

## Distribución geográfica
Se encuentran en África: Zambia, República Democrática del Congo y, probablemente también, al este de Angola.